# کبوتر سبز
کبوترهای سبز (نام علمی: Treron)، یک سرده از پرندگان خانواده کبوتران است. اعضای آن معمولاً کبوتر سبز نامیده می‌شوند. این سرده در سراسر آسیا و آفریقا پراکنده‌است. این سرده شامل ۲۹ گونه است که به دلیل رنگ سبز آن‌ها قابل توجه است، از این رو نام رایج آن است که از رنگدانه کاروتنوئیدی در رژیم غذایی آن‌ها می‌آید. کبوترهای سبز دارای رژیم غذایی از میوه‌ها، آجیل‌ها و/یا دانه‌های مختلف هستند. آنها در میان درختان زندگی می‌کنند و انواع زیستگاه‌های جنگلی را اشغال می‌کنند. اعضای این سرده را می‌توان به گونه‌هایی با دم‌های بلند، دم‌هایی با طول متوسط و دم‌هایی گوه‌شکل گروه‌بندی کرد. اکثر گونه‌های کبوتر سبز دارای دودیسی جنسی هستند، که در آن نر و ماده را می‌توان به آسانی با پرهای رنگی متفاوت شناسایی کرد.